# C The Contra Adventure
The Contra Adventure es un videojuego de acción en 3D producido por Konami y desarrollado por Appaloosa Interactive que fue publicado para PlayStation en 1998. Fue el segundo de los dos juegos de Contra, distribuidos por Konami de América y desarrollado por Appaloosa, después de Contra: Legacy of War lanzado en 1996. The Contra Adventure nunca fue lanzado en Japón, ni en Europa o Australia.

## Argumento
Un meteorito plagado de aliens se dirige a la Tierra después de los sucesos de Contra: Legacy of War. El meteorito cae cerca de un templo maya en algún lugar de América y, poco después, el templo es ocupado por formas de vida alienígena que organizan una invasión, mientras los nativos comienzan a desaparecer y la vida salvaje del lugar es devastada. Tasha, una miembro de la unidad de élite Contra Force, es enviada para infiltrarse en el templo ocupado pero desaparece durante la operación. Ray Poward, que se había retirado tras los sucesos de Contra: Legacy of War, tiene que regresar a la acción para restablecer contacto con Tasha y neutralizar a los invasores alienígenas.